# Паркер (Јужна Дакота)
Паркер (енгл. Parker) град је у америчкој савезној држави Јужна Дакота.

## Демографија
По попису из 2010. године број становника је 1.022, што је 9 (-0,9%) становника мање него 2000. године.
| Група             | 2000.         | 2010.       |
| Белци             | 1.006 (97,6%) | 977 (95,6%) |
| Афроамериканци    | 4 (0,4%)      | 3 (0,3%)    |
| Азијати           | 1 (0,1%)      | 1 (0,1%)    |
| Хиспаноамериканци | 4 (0,4%)      | 20 (2,0%)   |
| Укупно            | 1.031         | 1.022       |